# Edder Fuertes
Edder Fuertes (Valencia, Ecuador, 27 de marzo de 1992) es un futbolista ecuatoriano. Natural de la provincia de Los Ríos pero formado desde los 14 años en El Nacional de Quito. Juega de Mediocampista o Lateral y su equipo actual es Atlético Porteño de la Serie B (Ecuador)

## Selección nacional

### Categorías inferiores

#### Participaciones en Sudamericanos
| Campeonato                            | Sede   | Resultado    | Partidos | Goles |
| ------------------------------------- | ------ | ------------ | -------- | ----- |
| Sudamericano Sub-17 de 2009           | Chile  | Cuarto lugar | 6        | 0     |
| Sudamericano Sub-20 de 2011           | Perú   | Cuarto lugar | 9        | 0     |
| Juegos Panamericanos Guadalajara 2011 | México | Primera fase | 3        | 0     |

#### Participaciones en Copas del Mundo
| Campeonato                  | Sede     | Resultado        | Partidos | Goles |
| --------------------------- | -------- | ---------------- | -------- | ----- |
| Copa Mundial Sub-20 de 2011 | Colombia | Octavos de final | 4        | 0     |

## Clubes
| Club             | País    | Año            |
| ---------------- | ------- | -------------- |
| CD El Nacional   | Ecuador | 2010- 2011     |
| Deportivo Cuenca | Ecuador | 2011- 2013     |
| Deportivo Quito  | Ecuador | 2014           |
| CD El Nacional   | Ecuador | 2015           |
| SD Aucas         | Ecuador | 2015           |
| CD El Nacional   | Ecuador | 2016 - 2018    |
| Atlético Porteño | Ecuador | 2019- Presente |

## Participaciones internacionales
| Torneo                 | Club            | Resultado    |
| ---------------------- | --------------- | ------------ |
| Copa Libertadores 2014 | Deportivo Quito | Primera Fase |
| Copa Libertadores 2017 | CD El Nacional  | Primera Fase |
| Copa Sudamericana 2018 | CD El Nacional  | Segunda Fase |